# Ramban
Rabi Moshe ben Nachman, ou Nachmánides, (1194-1270), mais conhecido por seu acrônimo Ramban (hebraico: רמב"ן) foi um rabino catalão, um médico e um grande conhecedor da Torá. Interessava-se pelo misticismo judeu, a cabala.
Ficou conhecido pela sua refutação do Cristianismo, numa disputa com Pablo Christiani, um judeu convertido ao catolicismo, perante o Rei Jaime I em 1263, no que ficou conhecida como Disputa de Barcelona.
Foi o autor do primeiro livro impresso em Lisboa, o Comentários sobre o Pentateuco.

## Sionismo
Ramban pode ser considerado como um dos primeiros sionistas da história, já que declarou que é uma mitzvá tomar a posse de Israel e viver ali (com refer. a Num. 33:53). Ele disse: "Enquanto Israel ocupar [a terra santa] a terra será tida como subordinada a Ele". O próprio Ramban cumpriu com este comandamento, tendo se instalado na Terra Santa depois de ser expulso de Espanha por causa das suas polémicas. Morreu ali.